# Nuoto ai campionati mondiali di nuoto 2022 - 1500 metri stile libero maschili
La gara di nuoto dei 1500 metri stile libero maschili dei campionati mondiali di nuoto 2022 è stata disputata il 24 e 25 giugno 2022 presso la Duna Aréna di Budapest. Vi hanno preso parte 23 atleti provenienti da 21 nazioni.
La competizione è stata vinta dal nuotatore italiano Gregorio Paltrinieri, mentre l'argento e il bronzo sono andati rispettivamente allo statunitense Robert Finke e al tedesco Florian Wellbrock.

## Podio
| Posizione | Atleta               | Nazionalità |
| --------- | -------------------- | ----------- |
| Oro       | Gregorio Paltrinieri | Italia      |
| Argento   | Robert Finke         | Stati Uniti |
| Bronzo    | Florian Wellbrock    | Germania    |

## Programma
| Data           | Ora (UTC+2) | Turno    |
| -------------- | ----------- | -------- |
| 24 giugno 2022 | 10:11       | Batterie |
| 25 giugno 2022 | 18:17       | Finale   |

## Record
Prima della competizione il record del mondo e il record dei campionati erano i seguenti:
| Record mondiale       | 14'31"02 | Sun Yang Cina | 4 agosto 2012 Londra, Regno Unito |
| Record dei campionati | 14'34"14 | Sun Yang Cina | 31 luglio 2011 Shanghai, Cina     |

Durante la competizione è stato battuto il seguente record:
| Data      | Evento | Atleta               | Nazione | Tempo    | Record                |
| --------- | ------ | -------------------- | ------- | -------- | --------------------- |
| 25 giugno | Finale | Gregorio Paltrinieri | Italia  | 14"32'80 | Record dei campionati |

## Risultati

### Batterie
| Pos. | Batteria | Corsia | Atleta                | Nazionalità   | Tempo    | Note |
| ---- | -------- | ------ | --------------------- | ------------- | -------- | ---- |
| 1    | 2        | 4      | Florian Wellbrock     | Germania      | 14'50"12 | Q    |
| 2    | 2        | 5      | Mychajlo Romančuk     | Ucraina       | 14'50"68 | Q    |
| 3    | 3        | 5      | Robert Finke          | Stati Uniti   | 14'50"71 | Q    |
| 4    | 2        | 2      | Guilherme da Costa    | Brasile       | 14'53"03 | Q    |
| 5    | 2        | 6      | Damien Joly           | Francia       | 14'53"47 | Q    |
| 6    | 3        | 3      | Lukas Märtens         | Germania      | 14'53"59 | Q    |
| 7    | 3        | 4      | Gregorio Paltrinieri  | Italia        | 14'54"56 | Q    |
| 8    | 2        | 3      | Daniel Jervis         | Gran Bretagna | 14'56"89 | Q    |
| 9    | 3        | 1      | Daniel Wiffen         | Irlanda       | 14'57"66 |      |
| 10   | 3        | 6      | Charlie Clark         | Stati Uniti   | 15'00"33 |      |
| 11   | 3        | 0      | Krzysztof Chmielewski | Polonia       | 15'07"70 |      |
| 12   | 2        | 0      | Woomin Kim            | Corea del Sud | 15'08"50 |      |
| 13   | 3        | 8      | Henrik Christiansen   | Norvegia      | 15'09"53 |      |
| 14   | 3        | 2      | Samuel Short          | Australia     | 15'10"14 |      |
| 15   | 3        | 9      | Marwan El-Kamash      | Egitto        | 15'10"80 |      |
| 16   | 3        | 7      | Nguyễn Huy Hoàng      | Vietnam       | 15'15"06 |      |
| 17   | 2        | 1      | Ákos Kalmár           | Ungheria      | 15'21"44 |      |
| 18   | 2        | 7      | Carlos Garach Benito  | Spagna        | 15'30"62 |      |
| 19   | 1        | 6      | Rafael Ponce de Leon  | Perù          | 15'54"72 |      |
| 20   | 1        | 4      | Rodolfo Falcon Jr     | Cuba          | 16'02"43 |      |
| 21   | 2        | 9      | Tonnam Kanteemool     | Thailandia    | 16'09"28 |      |
| 22   | 1        | 5      | Abib Khalil           | Libano        | 16'12"11 |      |
| 23   | 1        | 3      | Jahir Lopez           | Ecuador       | 16'57"92 |      |
| -    | 2        | 8      | Cheng Long            | Cina          | -        | dns  |

### Finale
| Pos.    | Corsia | Atleta               | Nazionalità   | Tempo    | Note |
| ------- | ------ | -------------------- | ------------- | -------- | ---- |
| Oro     | 1      | Gregorio Paltrinieri | Italia        | 14'32"80 |      |
| Argento | 3      | Robert Finke         | Stati Uniti   | 14'36"70 |      |
| Bronzo  | 4      | Florian Wellbrock    | Germania      | 14'36"94 |      |
| 4       | 7      | Lukas Märtens        | Germania      | 14'40"89 |      |
| 5       | 5      | Mychajlo Romančuk    | Ucraina       | 14'40"98 |      |
| 6       | 6      | Guilherme da Costa   | Brasile       | 14'48"53 |      |
| 7       | 8      | Daniel Jervis        | Gran Bretagna | 14'48"86 |      |
| 8       | 2      | Damien Joly          | Francia       | 15'09"15 |      |